# Васильев, Михаил Васильевич (георгиевский кавалер)
Михаил Васильевич Васильев (1871 — ?) — русский военный  деятель,  полковник. Герой Первой мировой войны, участник Китайской войны, Русско-японской войны, Гражданской войны в России.

## Биография
В службу вступил в 1890 году после окончания Петровско Полтавского кадетского корпуса. В 1891 году после окончания  Константиновского военного училища по I разряду  произведён  в подпоручики и выпущен в 15-ю артиллерийскую бригаду.
В 1895 году произведён в поручики, в 1898 году в штабс-капитаны. С 1900 по 1901 годы участник Китайской войны. В 1902 году произведён в капитаны. С 1904 году участник Русско-японской войны, за боевые отличия был награждён орденами Святой Анны 2-й, 3-й степени с мечами и 4-й степени «За храбрость» и Святого Станислава 2-й степени с мечами.

В 1911 году произведён в подполковники с назначением командиром 6-й батареи 34-й артиллерийской бригады. С 1914 года участник Первой мировой войны во главе своей батареи. В 1915 году произведён в полковники. Высочайшим приказом от 24 февраля 1915 года за храбрость награждён Георгиевским оружием: 
За то, что в бою 26-го августа 1914 года у деревни Стронка смелым выездом вперед с батареей, огнем своим дал возможность нашей отступавшей пехоте повернуть назад и снова занять свои окопы
 С 1916 года командир 2-го дивизиона 34-й артиллерийской бригады. С 1917 года командир лёгкого артиллерийского дивизиона.  После Октябрьской революции, с 1918 года в армии Украинской державы — помощник командира 15-й легкой артиллерийской бригады.

## Награды
- Орден Святой Анны 3-й степени с мечами и бантом (ВП 1904)
- Орден Святого Станислава 2-й степени с мечами (ВП 1904)
- Орден Святой Анны 4-й степени «За храбрость» (ВП 1905)
- Орден Святой Анны 2-й степени с мечами (ВП 1905)
- Орден Святого Владимира 4-й степени  с мечами и бантом (ВП 03.02.1914; ВП 18.01.1915)
- Георгиевское оружие (ВП 24.02.1915)
- Высочайшее благоволение (ВП 19.12.1915; ВП 07.10.1916)
- Орден Святого Владимира 3-й степени с мечами (ВП 04.06.1916)